# 301 a.C.
Il 301 a.C. (CCCI a.C. in numeri romani) è un anno  del IV secolo a.C.

## Eventi
- Battaglia di Ipso in Frigia: viene ucciso combattendo contro gli alleati Cassandro, Lisimaco e Seleuco I Nicatore sconfiggono il re Antigono I e suo figlio Demetrio Poliorcete; Antigono viene ucciso e il suo regno viene spartito fra i vincitori.
- Dopo la battaglia di Ipso Seleuco I Nicatore fonda Antiochia.
- Roma
  - Dittatore Marco Valerio Corvo

## Morti
- Antigono I Monoftalmo, militare macedone antico (n. 382 a.C.)